# Улица Теодора Херцла
Улица Теодора Херцла се налази у Градској општини Земун у Београду.
| Улица Теодора Херцла | Улица Теодора Херцла                 |
| -------------------- | ------------------------------------ |
|                      |                                      |
| Општина              | Градска општина Земун                |
| Названа              | 23. јула 2018.                       |
| Стари називи         | Улица Јакуба Кубуровића Улица Прилаз |
|                      |                                      |
|                      |                                      |

## Називи улице
Улица је најпре носила име Јакуба Кубуровића, земунског инжењера агрономије који је био члан Комунистичке партије Југославије и секретар партијске ћелије Прилаз-Калварија. Рањен је приликом хапшења 28. априла 1942. године, а потом мучен у и након неколико дана убијен. Касније добија ново име - Улица Прилаз.
Дана 23. јула 2018. године, Скупштина града Београда је усвојила решење којим је ова улица преименована у Улицу Теодора Херцла, на основу иницијативе коју је Комисији за за споменике и називе тргова и улица поднела амбасада Израела у Републици Србији. Таблу са новим именом улице су 26. јула 2018. године, свечано открили председник Републике Србије Александар Вучић и председник Израела Рувен Ривлин, док су овој свечаности присуствовали градоначелник Београда проф. др Зоран Радојичић, заменик градоначелника Горан Весић, председник Скупштине града Никола Никодијевић, председница Народне скупштине Републике Србије Маја Гојковић, министар финансија Синиша Мали, министар културе и информисања Владан Вукосављевић, министар рада, запошљавања, борачких и социјалних питања Зоран Ђорђевић, министар без портфеља Ненад Поповић, генерални секретар председника Републике Никола Селаковић, директор Канцеларије за Косово и Метохију Марко Ђурић, потпредседник Народне скупштине Републике Србије проф. др Владимир Маринковић, представници Градске општине Земун, Јеврејске заједнице и организација у Србији...

### Позадина
Теодор Херцл (1860-1904) је био јеврејски новинар и национални радник, отац модерног ционизма. Оснивач је Светске ционистичке организације, а његове заслуге су такве да је поменут у Декларацији о проглашењу Државе Израел 1948. године, као "духовни отац јеврејске државе".
Породица Херцл је стара земунска породица и једна од првих јеврејских породица која се око 1739. године доселила у Земун. Отац Теодора Херцла је рођен у Земуну и касније се одселио у Будимпешту, а деда Теодора Херцла је сахрањен на Јеврејском гробљу на Гардошу.